# Brazilië op de Olympische Winterspelen 2002
Tijdens de Olympische Winterspelen van 2002, die in Salt Lake City (Verenigde Staten) werden gehouden, nam Brazilië voor de vierde keer deel.

## Deelnemers en resultaten
(m) = mannen, (v) = vrouwen 

### Alpineskiën
| Olympiër        | Discipline       | Resultaat | Prestatie                          |
| --------------- | ---------------- | --------- | ---------------------------------- |
| Nikolai Hentsch | reuzenslalom (m) | dq-2      | diskwalificatie run 2 — 1.23,07+dq |
| Mirella Arnhold | reuzenslalom (v) | 48e       | 3.13,74 (+43,73) — 1.37,44+1.36,30 |

### Bobsleeën
| Olympiër                                                               | Discipline               | Resultaat | Prestatie                                       |
| ---------------------------------------------------------------------- | ------------------------ | --------- | ----------------------------------------------- |
| Eric Maleson Matheus Inocêncio Edson Bindilatti Cristiano Rogério Pães | 4-mansbob (m) Brazilië I | 27e       | 3.16,73 (+9,22) (48,91 / 48,76 / 49,44 / 49,62) |

### Langlaufen
| Olympiër             | Discipline         | Resultaat | Prestatie              |
| -------------------- | ------------------ | --------- | ---------------------- |
| Alexander Penna      | 50 km klassiek (m) | 57e       | 3:23.58,7 (+1:17.37,9) |
| Franziska Becskehazy | 10 km klassiek (v) | 57e       | 46.46,0 (+18.40,4)     |

### Rodelen
| Olympiër         | Discipline | Resultaat | Prestatie                                              |
| ---------------- | ---------- | --------- | ------------------------------------------------------ |
| Ricardo Raschini | mannen     | 45e       | 3.16,647 (+18,706) (46,309 / 46,977 / 46,464 / 56,897) |
| Renato Mizoguchi | mannen     | 46e       | 3.19,900 (+21,959) (47,773 / 50,036 / 53,349 / 48,742) |

Amerikaanse Maagdeneilanden · Andorra · Argentinië · Armenië · Australië · Azerbeidzjan · België · Bermuda · Bosnië en Herzegovina · Brazilië · Bulgarije · Canada · Chili · China · Chinees Taipei · Costa Rica · Cyprus · Denemarken · Duitsland · Estland · Fiji · Finland · Frankrijk · Georgië · Griekenland · Groot-Brittannië · Hongarije · Hongkong · Ierland · IJsland · India · Iran · Israël · Italië · Jamaica · Japan · Joegoslavië · Kameroen · Kazachstan · Kenia · Kirgizië · Kroatië · Letland · Libanon · Liechtenstein · Litouwen · Macedonië · Mexico · Moldavië · Monaco · Mongolië · Nederland · Nepal · Nieuw-Zeeland · Noorwegen · Oekraïne · Oezbekistan · Oostenrijk · Polen · Roemenië · Rusland · San Marino · Slovenië · Slowakije · Spanje · Tadzjikistan · Thailand · Trinidad en Tobago · Tsjechië · Turkije · Venezuela · Verenigde Staten · Wit-Rusland · Zuid-Afrika · Zuid-Korea · Zweden · Zwitserland

Uitgesloten van deelname: Puerto Rico